# Molnia-1
Molnia-1 (código GRAU: 11F67), é a designação do primeiro satélite de comunicação da União Soviética. No total, foram lançadas cinco unidades "piloto" para criar uma linha de comunicação que vencesse a enorme distância entre Moscou e Vladivostok.
Esse foi o primeiro modelo da série Molnia de satélites e evoluiu em a uma linha completa de satélites soviéticos e russos, que resolveram o problema de prover um sistema de comunicação (telefone, telégrafo, fax e televisão) de longa distância.
A partir de 2006, os satélites Molnia, começaram a ser substituídos por uma nova série bem mais moderna e sofisticada, a Meridian.

## História
O desenvolvimento do satélite teve início num dos escritórios de projetos de Sergei Korolev, o OKB-1 em 1961, num trabalho conjunto envolvendo outros escritórios de projetos. O responsável geral pelo projeto do "Molnia-1" (1962), e seus sucessores, "Molnia 2" (1965), "Emery" (1969) e "Pendant" (1973), foi o diretor geral de ciências Murad Rashidovich Kaplanov.
A tarefa original, era criar uma linha de comunicação usando satélites "Molnia-1" que permitisse comunicação de rádio entre Moscou e Vladivostok. Ao mesmo tempo, era previsto que no futuro, esse sistema pudesse permitir a criação de um sistema de rádio e TV operando do território da União Soviética, capaz de, combinado com repetidoras em terra, permitir a transmissão de programas de TV para as principais regiões da União Soviética.
A primeira tentativa de lançamento, ocorreu em 4 de Junho de 1964, a partir da Plataforma Gagarin do Cosmódromo de Baikonur. Um mal funcionamento no segundo estágio do foguete de mesmo nome, o Molnia 8K74, 287 segundos depois do lançamento, o satélite com número de série 2 foi perdido. A causa do acidente foi uma falha no sistema de drenagem do "bloco A", o que levou a um término prematuro do fornecimento de combustível (querosene). Sem combustível, a turbobomba entrou em estado de emergência automático desligando o sistema de propulsão.
A segunda tentativa em 22 de Agosto de 1964, foi um sucesso parcial. O satélite foi colocado em órbita, mas as antenas não se abriram conforme o esperado, impedindo seu uso para o objetivo pretendido. A razão dessa falha, foi um problema no isolamento dos cabos que comandavam a abertura das antenas que tentaram remediar de maneira imprópria. Uma fita de polivinil congelou perdendo sua elasticidade. Para a imprensa oficial, o Molnia-1 número 1, foi chamado de "Kosmos 41", orbitou durante nove meses durante os quais todos os sistemas foram testados, exceto os de retransmissão.
O primeiro lançamento bem sucedido, ocorreu em 23 de Abril de 1965, quando o Molnia-1 № 3 foi colocado com sucesso em órbita, mas só conseguiu ligar o repetidor depois de várias tentativas. A causa, aparentemente foi um contato de relê ressecado no sistema de abastecimento de energia.
Um problema comum nos primeiros satélites Molnia-1, era a rápida queda de potência coletada pelos painéis solares. O motivo, era que esses painéis eram afetados pelo cinturão de radiação, e também a enorme diferença de temperatura em que os painéis trabalhavam (variando de +120°C na trajetória iluminada a -180°C quando na sombra da Terra).
Um total de 7 satélites desse modelo foram lançados, 5 deles com sucesso. Em 1966, devido a maior demanda de trabalho nos satélites "Molnia-1", a sua construção foi transferida para um outro escritório, o OKB-1 № 2 (NPO PM), e todos os satélites da série "Molnia" subsequentes, foram fabricados lá.

## Objetivo

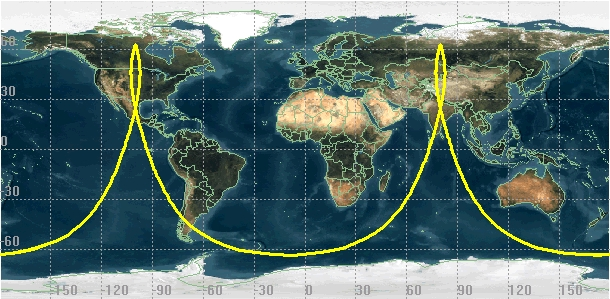
A rota no solo dos satélites Molnia.

O objetivo primário do satélite "Molnia-1", era a criação de uma linha experimental de comunicação de rádio à distância entre Moscou e Vladivostok. Mais tarde, os satélites "Molnia-1+" e "Molnia 2" foram usados para fornecer comunicação via telefone, telégrafo e televisão, em conjunto com 20 estações terrestres com antenas de 12 m de diâmetro (o Sistema Órbita). Quando esse sistema entrou em funcionamento em 1968, a audiência dos programas da TV Central aumentou em 20 milhões de pessoas.
Além disso, ainda no período 1965-1967, foi decidido o uso dos satélites "Molnia-1+", em conjunto com um novo sistema em terra, o "Beta", esse novo sistema foi colocado em serviço em 1975. A segunda geração de satélites "Molnia 2" foi usada no "Sistema Unificado de Comunicação por Satélite" (ESA), em conjunto com o satélite Raduga.
Os satélites "Molnia-1" eram operados individualmente, portanto, o seu lançamento ocorria numa "janela" de lançamento bem específica, que garantisse condições ótimas de luminosidade para os painéis solares. Depois do lançamento, o "Molnia-1" ficava numa órbita intermediária. Em seguida, o motor do último estágio do foguete era acionado, colocando-o numa órbita elíptica alta de 12 horas de período orbital e apogeu de 40.000 km sobre o hemisfério Norte. Esse tipo de órbita, que acabou conhecido como órbita Molnia, permitia que as sessões de comunicação com estações terrestres durassem 10 horas.

## Plataforma

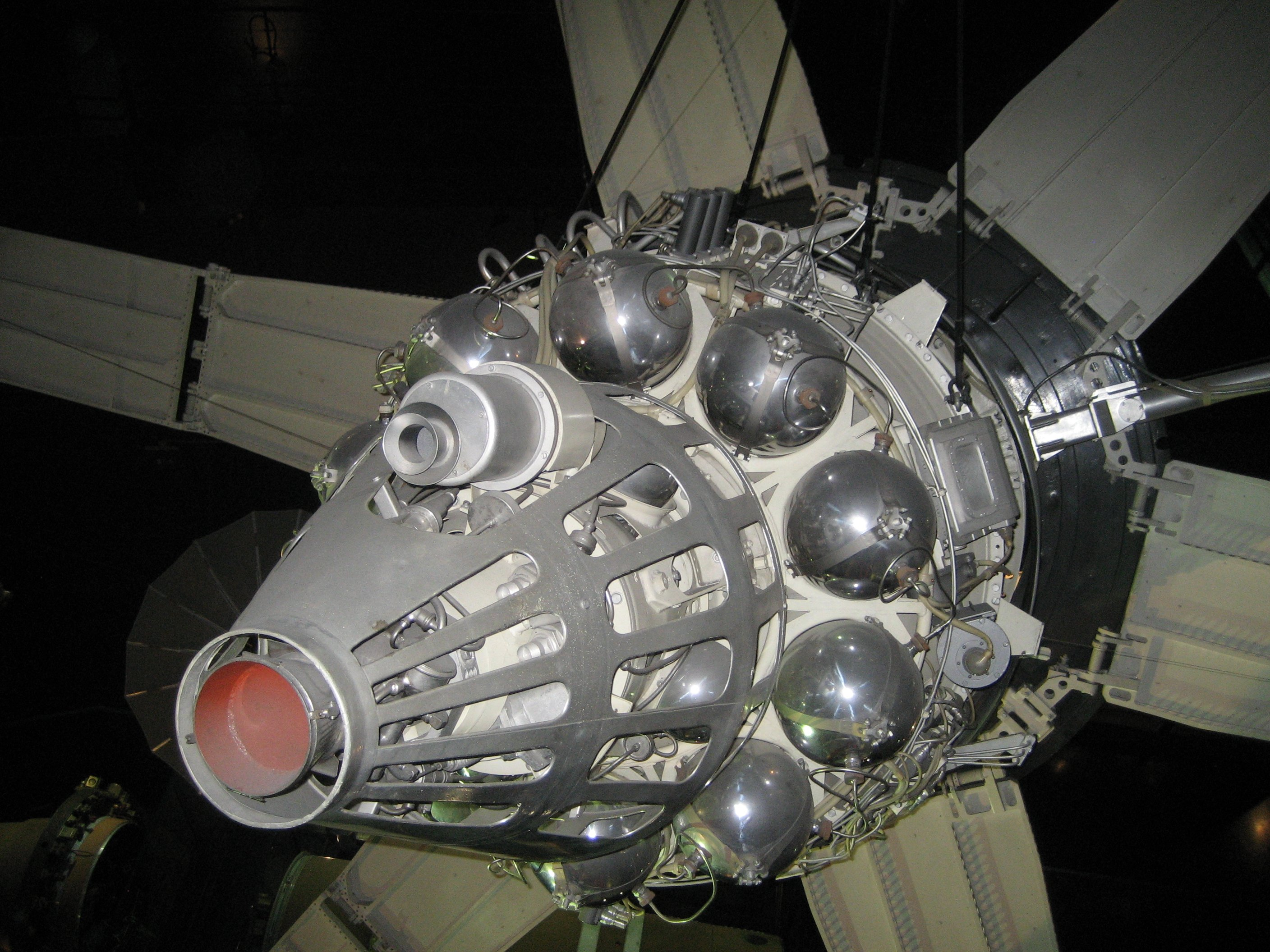
Close de um satélite Molnia, onde se pode ver claramente os reservatórios de nitrogênio esféricos responsáveis pela alimentação do sistema de orientação do satélite.

O satélite "Molnia-1" marcou o início do uso da plataforma KAUR-2, que foi usada também em dodos os demais modelos dessa família.
Essa plataforma, consistia de um compartimento cilíndrico pressurizado com os equipamentos de serviço e retransmissão, que era interligado com seis painéis solares, um módulo de propulsão para controle de atitude e correção orbital na forma de um cone truncado, além de antenas, radiadores externos, sistema de controle de temperatura, sistemas de controle geral, reservatórios de nitrogênio esféricos para o sistema de orientação. O corpo do satélite ficava orientado longitudinalmente para o Sol, e as antenas montadas externamente ficavam permanentemente voltadas para a Terra.
Devido as imperfeições no sistema de radio comunicação, que se deteriorava rapidamente, a vida útil dos satélites "Molnia-1" era de cerca de seis meses apenas, o que foi melhorado significativamente nas próximas séries.

### Sistema de controle de atitude
Os satélites "Molnia-1" tinham um único sistema de controle de orientação, onde um giroscópio controlava as atitudes do satélite em relação ao seu centro de massa. Como os painéis solares estavam firmemente presos ao corpo do satélite, ele precisava apontar para o Sol o tempo todo. Isso era conseguido com a ajuda de um grande giroscópio montado dentro do satélite.
Assim que o satélite se separava do último estagio do foguete e estava apontando para o Sol, o giroscópio começava a girar numa alta taxa de RPMs. Dessa forma, o giroscópio mantinha o eixo do satélite apontando para uma direção fixa no espaço. O giroscópio montado nos satélites "Molnia-1", estava associado a um sistema de molas e amortecedores para reduzir a vibração, mantendo o giroscópio suspenso dentro do corpo do satélite. Apesar da parte mecânica ser complexa, a parte eletrônica do sistema era bem simples e confiável, e por muitos anos, funcionou sem falhas nesses satélites. Associado ao sistema giroscópico, o micromotor KDU-414, alimentado por nitrogênio comprimido era acionado para corrigir pequenos desvios da posição predeterminada devido a alterações de trajetória eventuais. A combinação de um potente giroscópio com micromotores, criou uma combinação de excelente custo benefício para sistemas de orientação, com mínimo consumo de combustível.

### Sistema de rastreamento
Para aumentar a confiabilidade, o sistema de rastreamento a bordo consistia de cinco unidades transceptoras, três com potência de 40 W, e dois com 20 W para entrar em ação no caso de falta de energia. A frequência terra/satélite era de ~800 MHz, e a satélite/terra era de ~1.000 MHz.
As antenas usadas, eram duas parabólicas de 1,4 m de diâmetro, com possibilidade de redundância de uma para com a outra. Elas eram fixadas em hastes externas e controladas eletro mecanicamente. No corpo das antenas estavam instalados sensores óticos que detectavam a borda do disco da Terra orientando a antena sempre naquela direção.

## Lista de lançamentos do Molnia-1
| Lista dos satélites Molnia-1 (11F67) | Lista dos satélites Molnia-1 (11F67) | Lista dos satélites Molnia-1 (11F67) | Lista dos satélites Molnia-1 (11F67) | Lista dos satélites Molnia-1 (11F67) | Lista dos satélites Molnia-1 (11F67) | Lista dos satélites Molnia-1 (11F67) | Lista dos satélites Molnia-1 (11F67)                                   |
| №                                    | Nome                                 | Produto                              | Data de lançamento                   | NSSDC ID                             | SCN                                  | Reentrada                            | Notas                                                                  |
| ------------------------------------ | ------------------------------------ | ------------------------------------ | ------------------------------------ | ------------------------------------ | ------------------------------------ | ------------------------------------ | ---------------------------------------------------------------------- |
| 1                                    | Molnia-1 №2                          | 11F67 № 2                            | 04 de junho de 1964                  |                                      |                                      |                                      | Falha no segundo estágio do foguete lançador.                          |
| 2                                    | Kosmos 41                            | 11F67 № 1                            | 22 de agosto de 1964                 | 1964-049D                            | 00869                                | 04 de setembro de 2004               | Sucesso parcial. Orbitou mas não pode ser usado por falha nas antenas. |
| 3                                    | Molnia-1-01                          | 11F67 № 3                            | 23 de abril de 1965                  | 1965-030A                            | 01324                                | 27 de maio de 1979                   |                                                                        |
| 4                                    | Molnia-1-02                          | 11F67 № 4                            | 14 de outubro de 1965                | 1965-080A                            | 01621                                | 17 de março de 1967                  |                                                                        |
| 5                                    | Molnia-1 №5                          | 11F67 № 5                            | 27 de março de 1966                  |                                      |                                      |                                      | Falha no terceiro estágio.                                             |
| 6                                    | Molnia-1-03                          | 11F67 № 6                            | 25 de abril de 1966                  | 1966-035A                            | 02151                                | 11 de junho de 1973                  |                                                                        |
| 7                                    | Molnia-1-04                          | 11F67 № 7                            | 20 de outubro de 1966                | 1966-092A                            | 02501                                | 11 de setembro de 1968               |                                                                        |